# Göritz (Thüringen)
Göritz is een  dorp in de Duitse gemeente Hirschberg in het Saale-Orla-Kreis in Thüringen. Het dorp wordt voor het eerst genoemd in een oorkonde uit 1282.  Oorspronkelijk is het een Sorbische nederzetting.
Het dorp was tot 1994 een zelfstandige gemeente die ook de gehuchten Lehesten, Sparnberg en Ullersreuth omvatte. Sindsdien is het deel van Hirschberg.